# Kamerbrem
Kamerbrem, Genista ×spachiana (synoniemen: Cytisus racemosus, Cytisus fragrans, Genista fragrans (fragrans=geurend) wordt vaak aangeboden in het voorjaar en past met de overdadige gele bloei in de trend van de laatste jaren om ook met Pasen het huis te versieren.

## Herkomst en standplaats
Volgens de meest gangbare opvatting is het een hybride van Genista canariensis en Genista stenopetala die beide inheems zijn op de Canarische Eilanden. Een milde Nederlandse winter kan de wintergroene struik in de volle grond doorstaan, maar meestal zal de struik de volwassen hoogte en breedte van ongeveer 2 meter niet halen. Zoals veel vlinderbloemigen kan de struik groeien in voedselarme bodem. De kamerbrem is tevens goed bestand tegen (zee)wind. Tijdens de bloei heeft de plant relatief veel water nodig.

## Botanische spraakverwarring
Het grote aantal synoniemen dat in omloop is, geeft wel aan dat de struik onderwerp is van discussies onder botanici. Zo wordt geopperd dat er sprake zou zijn van inbreng van genen van een derde 'ouder'. Ook wordt gesteld dat deze kamerbrem in de natuur - in het bijzonder op de Canarische eilanden - een ondersoort is:  Genista canariensis subsp. spachiana.
Dit is een eilandengroep met per eiland verschillende biotopen, waar door mensen van oudsher planten zijn aangevoerd.
Genista canariensis gedraagt zich als een exoot op onder andere het vasteland van Spanje en in Californië.
... · 
G. anglica (Stekelbrem) · 
G. germanica (Duitse brem) · 
G. pilosa (Kruipbrem) · 
G. sagittalis (Pijlbrem) · 
G. ×spachiana (Kamerbrem) · 
G. tinctoria (Verfbrem) · 
...